# Hygropoda macropus
Hygropoda macropus är en spindelart som beskrevs av Pocock 1897. Hygropoda macropus ingår i släktet Hygropoda och familjen vårdnätsspindlar. Inga underarter finns listade i Catalogue of Life.